# Giammaria Mazzuchelli
Giovanni Maria Mazzuchelli, o Mazzucchelli (Brescia, 28 ottobre 1707 – Brescia, 19 novembre 1765), è stato un letterato, bibliografo e storico della letteratura italiano.

## Biografia

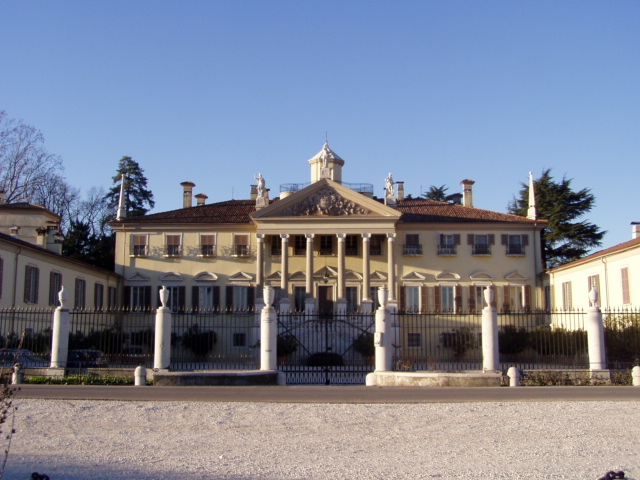
Villa Mazzucchelli a Ciliverghe.

Nacque dal conte Federico Mazzuchelli e da Margherita Muzzi. Di salute cagionevole durante la prima infanzia, studiò dapprima presso precettori privati. Proseguì gli studi universitari a Bologna, dove fu allievo di Francesco Saverio Quadrio, e a Padova, dove fu allievo di Domenico Lazzarini e dove si laureò nel 1728. Lo stesso anno sposò Barbara Chizzoli, una ereditiera la cui dote gli permise di dedicarsi agli studi storico-letterari. Morì dodici giorni dopo la morte della moglie.

### Carriera letteraria
Esordì con numerose biografie, erudite e accurate, di autori antichi e moderni (per es., Archimede, Pietro Aretino, Lodovico Adimari, Luigi Alamanni, Matteo e Filippo Villani). Partendo da questa esperienza concepì il vasto disegno di raccogliere le biografie di tutti gli scrittori d'Italia e le notizie intorno alle loro opere, sin dai tempi più remoti. In questa impresa gli giovarono l'essere conservatore della biblioteca Queriniana, la biblioteca donata dal card. Angelo Maria Quirini a Brescia, e gli scambi epistolari che ebbe con gli uomini più dotti d'Italia e d'Europa. Cominciò pertanto a compilare un grande Dizionario degli Scrittori d'Italia;  ma l'opera rimase incompiuta per la morte prematura dell'autore. Con questa opera di erudizione, Mazzuchelli apriva la via alla storia della letteratura italiana, come riconobbero Girolamo Tiraboschi, nell'Introduzione della sua opera maggiore, e i successivi storici. Buona parte del materiale che non poté essere utilizzato dal Mazzuchelli, si trova ancora manoscritta nella Biblioteca Apostolica Vaticana; esiste in copia anche nella Biblioteca Nazionale Centrale di Roma.

## Opere
- Giovanni Maria Mazzucchelli, Notizie istoriche e critiche intorno alla vita, alle invenzioni, ed agli scritti di Archimede siracusano, In Brescia, Giammaria Rizzardi, 1737. URL consultato il 13 giugno 2015.

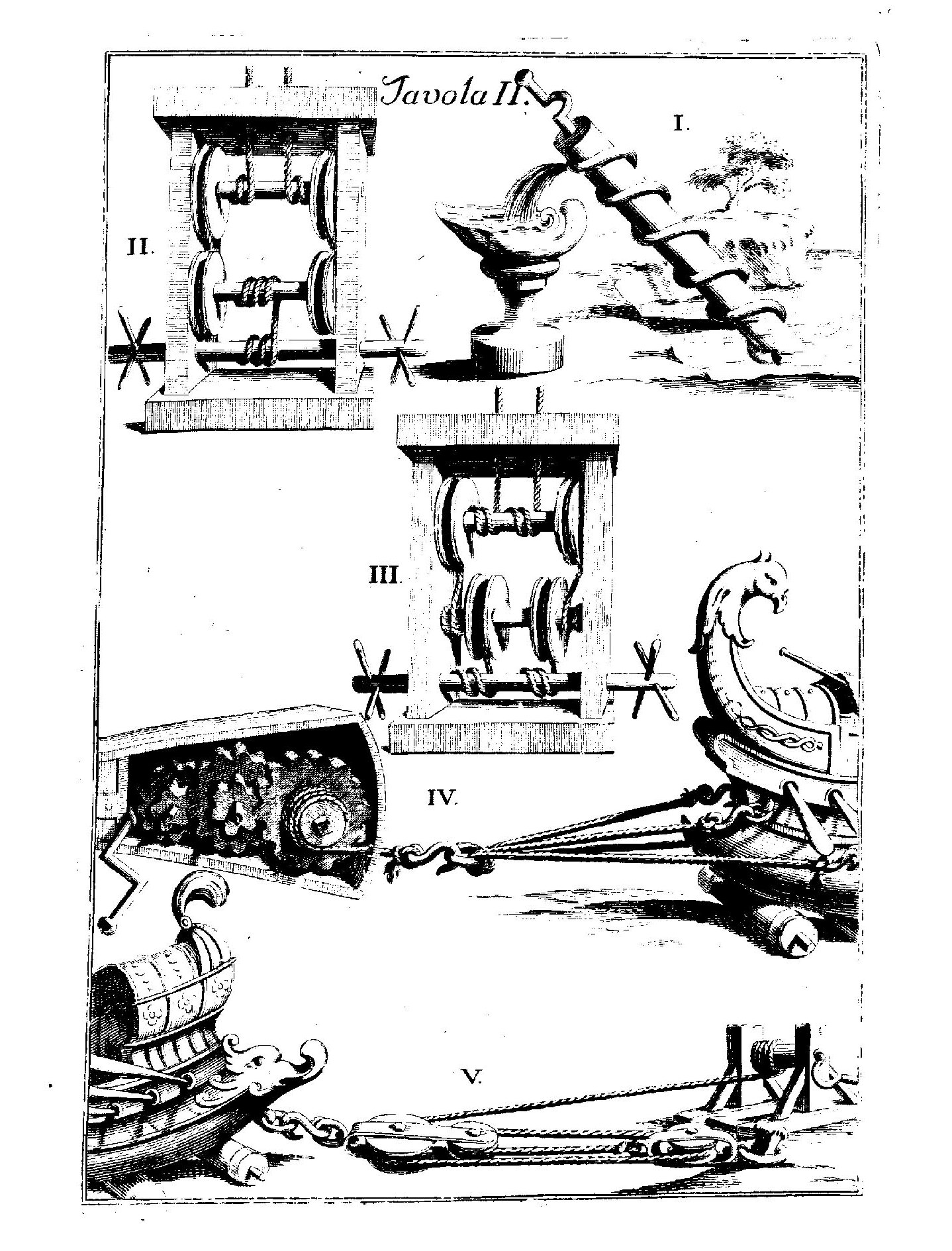
Notizie istoriche e critiche intorno alla vita, alle invenzioni, ed agli scritti di Archimede siracusano, 1737

- La vita di Pietro Aretino, In Padova, appresso Giuseppe Comino, 1741.
- Lodovico Adimari, Satire del marchese Lodovico Adimari patrizio fiorentino, Edizione seconda in cui si aggiunge un elogio dell'autore tratto dal chiarissimo signor conte Giammaria Mazzucchelli, Amsterdam, 1764.
- Cronica di Matteo e Filippo Villani, con le Vite d'uomini illustri fiorentini di Filippo e la Cronica di Dino Compagni, Milano, Nicolò Bettoni e Comp., 1834.
- Gli scrittori d'Italia, cioè, Notizie storiche e critiche intorno alle vite e agli scritti dei letterati italiani, Brescia, Bossini, 1753-1763.. Vol. I, parte 1, Vol. I, parte 2, Vol. II, parte 1, Vol. II, parte 2, Vol. II, parte 3 Vol II parte 4